# Kjell Erik Sagbakken
Kjell Erik Sagbakken (* 5. Dezember 1970) ist ein ehemaliger norwegischer Skispringer.

## Werdegang
Sagbakken sprang zwischen 1993 und 2002 im Skisprung-Continental-Cup. Am 18. Februar 1995 wurde er für das Skifliegen im Rahmen des Skisprung-Weltcups in Vikersund nominiert und erreichte dabei den 41. Platz. 1998 wurde er erneut für das Skifliegen in Vikersund nominiert und konnte dabei im zweiten Springen am 1. März 1998 erstmals mit einem 21. Platz Weltcup-Punkte gewinnen. Kurz darauf konnte er bei den Norwegischen Meisterschaften in Trondheim mit dem Team die Bronzemedaille gewinnen. Die Saison 1998/99 war die erfolgreichste für Sagbakken im Continental Cup. In der Gesamtwertung beendete er die Saison auf dem 11. Platz. Zudem konnte er im Weltcup mehrfach in die Punkteränge springen und beendete die Weltcup-Saison 1998/99 auf dem 64. Platz in der Weltcup-Gesamtwertung. Am 12. März 2000 sprang Sagbakken sein letztes Weltcup-Springen in Oslo, welches er als 48. beendete. Anschließend bestritt er erfolglos noch zwei weitere Jahre Springen im Continental Cup, bevor er 2002 seine aktive Skisprungkarriere beendete.